# いえしま (掃海艇)
いえしま（ローマ字：JS Ieshima, MSC-673、MCL-728）は、海上自衛隊の掃海艇。うわじま型掃海艇の2番艇。艇名は家島に由来する。

## 艦歴
「いえしま」は、昭和63年度計画掃海艇373号艇として、日立造船神奈川工場で1989年5月12日に起工され、1990年6月12日に進水、1990年12月19日に就役し、同日付で第2掃海隊群隷下に新編された第21掃海隊に「うわじま」とともに編入され、横須賀に配備された。
1997年3月19日、隊番号の改正により第21掃海隊が第4掃海隊に改称。
2000年3月13日、佐世保地方隊下関基地隊第43掃海隊に編成替え。
2009年4月14日から4月27日、長崎県平戸沖漁船転覆事故による行方不明者捜索に参加。
2010年2月26日、掃海管制艇に種別変更され、船籍番号がMCL-728に変更。所属も掃海隊群第101掃海隊に編成替えとなり、定係港が呉に転籍。
同年6月20日から6月29日、硫黄島周辺海域で平成21年度実機雷処分訓練に参加。
2014年5月16日、除籍。